# Ross Moriarty
Ross Moriarty (St Helens, 18 aprile 1994) è un rugbista a 15 britannico, internazionale per il Galles, che gioca come terza linea centro nei Dragons in Pro14.

## Biografia
Figlio (di Paul Moriarty) e nipote (di Richard Moriarty) d'arte, sia suo padre sia suo zio rappresentarono il Galles a livello internazionale.
Nativo di St Helens, cittadina del Merseyside vicino a Liverpool dove suo padre giocava a livello professionistico a rugby a 13, iniziò la sua carriera professionistica nel Gloucester Rugby, squadra con la quale esordì nella stagione 2012-13 durante la partita di Coppa Anglo-Gallese contro gli Ospreys. Nelle sue due prime stagioni con la compagine inglese collezionò solo nove presenze in tutte le competizioni e solo a partire dall'annata 2014-15 s'impose nella formazione titolare; lo stesso anno vinse l'European Rugby Challenge Cup.
A livello internazionale Moriarty rappresentò inizialmente l'Inghilterra, infatti giocò con la selezione giovanile inglese le edizioni 2013 e 2014 del Campionato mondiale giovanile di rugby e in entrambi gli anni si aggiudicò il torneo. Nonostante il suo passato con le nazionali giovanili inglesi, l'allenatore del Galles Warren Gatland lo incluse nella squadra estesa per preparare la Coppa del Mondo di rugby 2015; inizialmente escluso dai convocati, fu successivamente riammesso nella squadra scelta per il torneo come sostituto dell'infortunato Eli Walker. Il suo esordio con la nazionale avvenne nell'incontro amichevole di preparazione al mondiale con l'Irlanda, successivamente giocò anche due sfide della Coppa del Mondo contro Australia e Uruguay, entrambe nella fase a gironi. Nel 2016 Moriarty disputò due partite del Sei Nazioni contro Italia e Inghilterra, i tre incontri con la Nuova Zelanda durante il tour estivo dei gallesi e affrontò Sudafrica, Australia e Argentina durante i loro rispettivi tour di fine anno. Moriarty giocò come terza linea centro titolare tutte le partite del Sei Nazioni 2017 in sostituzione dell'infortunato Toby Faletau. Il 19 aprile 2017 fu annunciata la sua convocazione per il Tour dei British and Irish Lions 2017.

## Palmarès
- Challenge Cup: 1
Gloucester: 2014-15